# Xinyi Zhang
Xinyi Zhang (Sichuan, 29 de maio de 1981) é uma atriz chinesa.
Conhecida internacionalmente pela sua participação no filme Flores do Oriente (2011) de Zhang Yimou, Xinyi formou-se na Faculdade de Artes de Sichuan em 1998. Entre 2001 e 2005, a atriz estudou na Academia Central de Drama em Pequim, conseguindo o curso de intérprete artístico. Além de Flores do Oriente, participou em filmes como "The longest night in shanghai", "Lost on Journey" entre outros.

## Filmografia
2012 - An Inaccurate Memoir (Pi Fu)
2011 - The Flowers of War (Jin líng shí san chai)
2011 - Love is not bling (Shi Lian 33 Tian)
2010 - Lost on Journey (Ren zai jiong tu)
2009 - Look for a Star (Yau lung hei fung)
2008 - All About Women (Nüren bu huai)
2007 - The Longest Night in Shanghai (Yoru no shanghai)